# آیرونساید (مجموعه تلویزیونی)
آیرونساید (انگلیسی: Ironside) نام یک مجموعهٔ تلویزیونی درام جنایی آمریکایی است که از سال ۱۹۶۷ تا ۱۹۷۵ میلادی، در ۱۹۹ قسمت از شبکهٔ ان‌بی‌سی پخش شد.
داستان این مجموعه دربارهٔ پلیسی است که در حین انجام مأموریت، بر اثر اصابتِ گلوله، از کمر به‌پائین فلج شده و اینک در نقش مشاورِ پلیس، انجام‌وظیفه می‌کند.
بازیگر نقش اصلی این مجموعه تلویزیونی، «ریموند بر»، بابت هنرنمایی‌اش در آن، برندهٔ ۶ جایزه امی و ۲ جایزه گلدن گلوب شد. موسیقی تیتراژ آغازین توسط کوئینسی جونز ساخته شد و نخستین آهنگ تیتراژ تلویزیونی بود که بر پایه سینث‌سایزر ساخته شده بود. در سال ۱۹۷۱، جونز نسخه‌ای کامل‌تر و چهاردقیقه‌ای از این قطعه را برای آلبومی با عنوان اسمَت‌واتر جک ضبط کرد. این نسخه سپس ویرایش شد و برای تیتراژ آغازین فصل‌های پنجم تا هشتم (۱۹۷۱ تا ۱۹۷۵) مورد استفاده قرار گرفت. (نسخه کامل این آهنگ در قسمت پنجم فصل پنجم با عنوان «کپی غیرمنطقی» شنیده می‌شود؛ زمانی که آیرونساید و گروهش در خیابان‌های سان‌فرانسیسکو مظنونی را دنبال می‌کنند.) این موسیقی تیتراژ نمادین، از آن زمان تاکنون، در بسیاری از قطعات موسیقی و موسیقی‌متن‌های تبلیغات تلویزیونی و سریال‌ها استفاده شده است، از جمله در فیلم بیل را بکش: بخش ۱.
این مجموعه تلویزیونی، در سال‌های ۱۳۵۰ و ۱۳۵۱ خورشیدی، با دوبلهٔ فارسی از تلویزیون ملی ایران پخش شد.